# 卡卡波冰原島峰
77°13′S 166°48′E / 77.217°S 166.800°E
卡卡波冰原島峰（英語：Kakapo Nunatak），是南極洲的冰原島峰，位於羅斯島西北部，處於伯德山東北面6公里，海拔高度約1,200米，以新西蘭的鳥類命名，現時由南極條約體系管理。